# Sauris bigriseata
Sauris bigriseata là một loài bướm đêm trong họ Geometridae.